# Asplenium montanum
Asplenium montanum är en svartbräkenväxtart som beskrevs av Carl Ludwig Willdenow. Asplenium montanum ingår i släktet Asplenium och familjen Aspleniaceae. Inga underarter finns listade.

## Bildgalleri

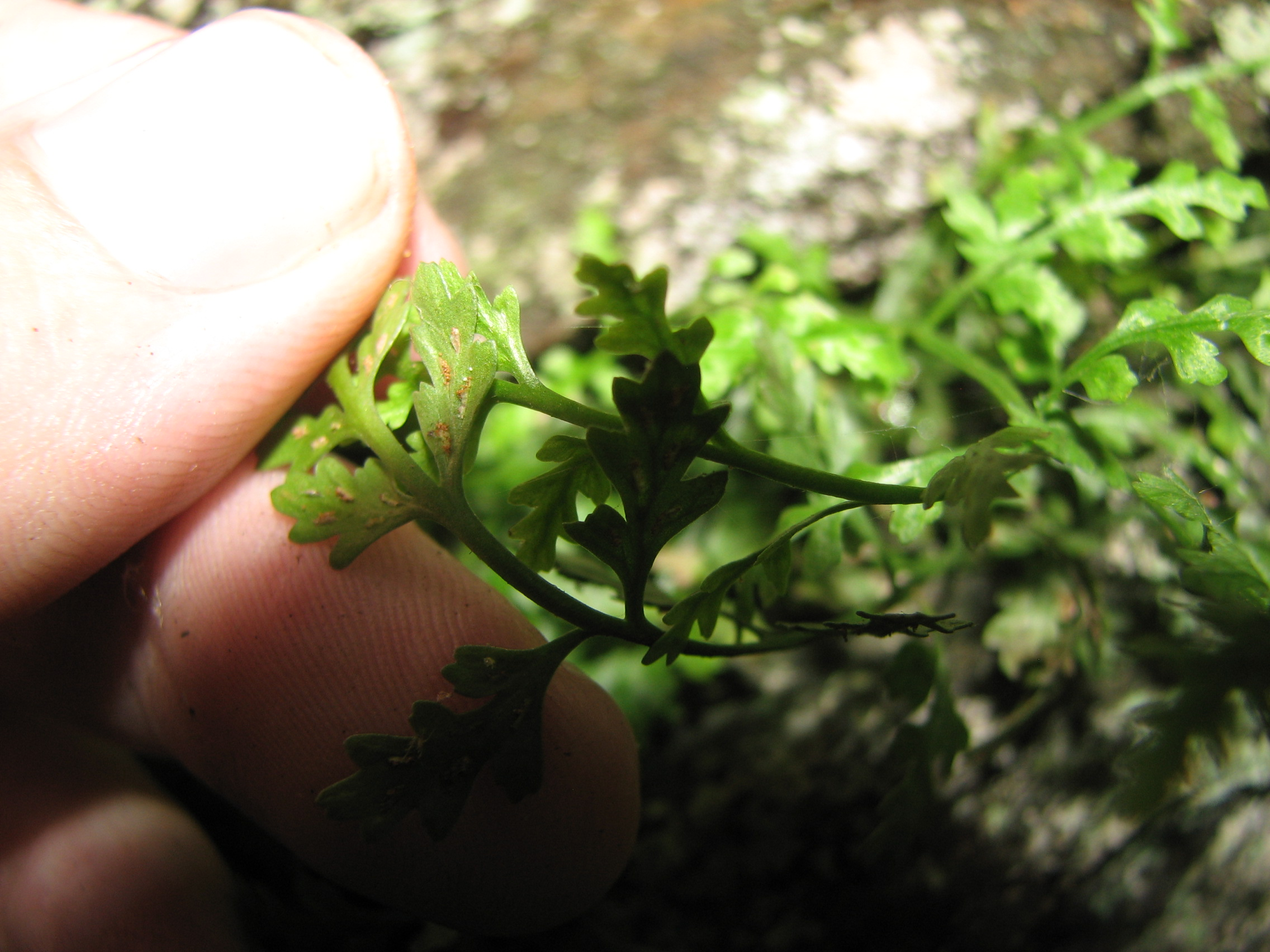
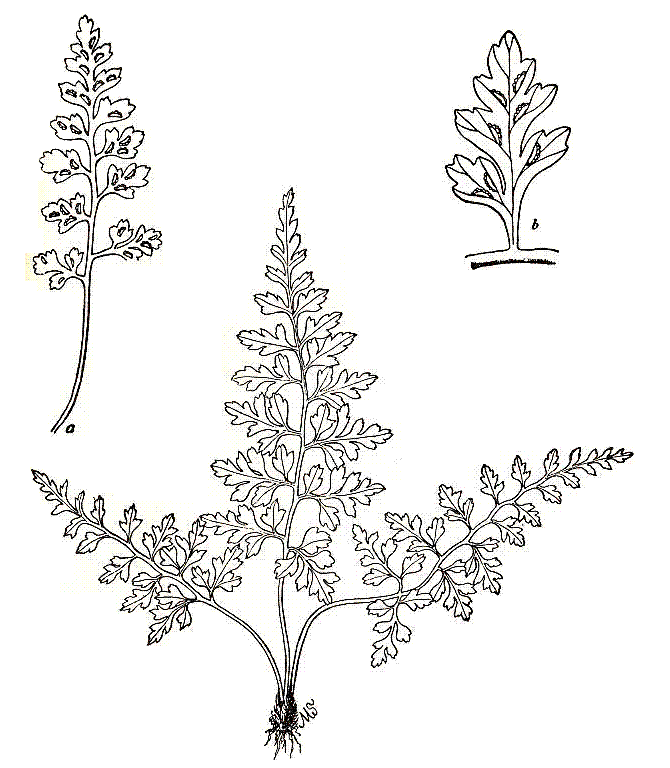